# Grotta del Cane
La grotta del Cane è una cavità situata nella conca di Agnano, cratere quiescente nei Campi Flegrei, zona in cui si osservano diversi fenomeni naturali legati al vulcanismo di questo distretto. Attualmente il fenomeno più conosciuto è quello legato alle emissioni fumaroliche della vicina solfatara di Pozzuoli.

## Aspetti fisico-chimici

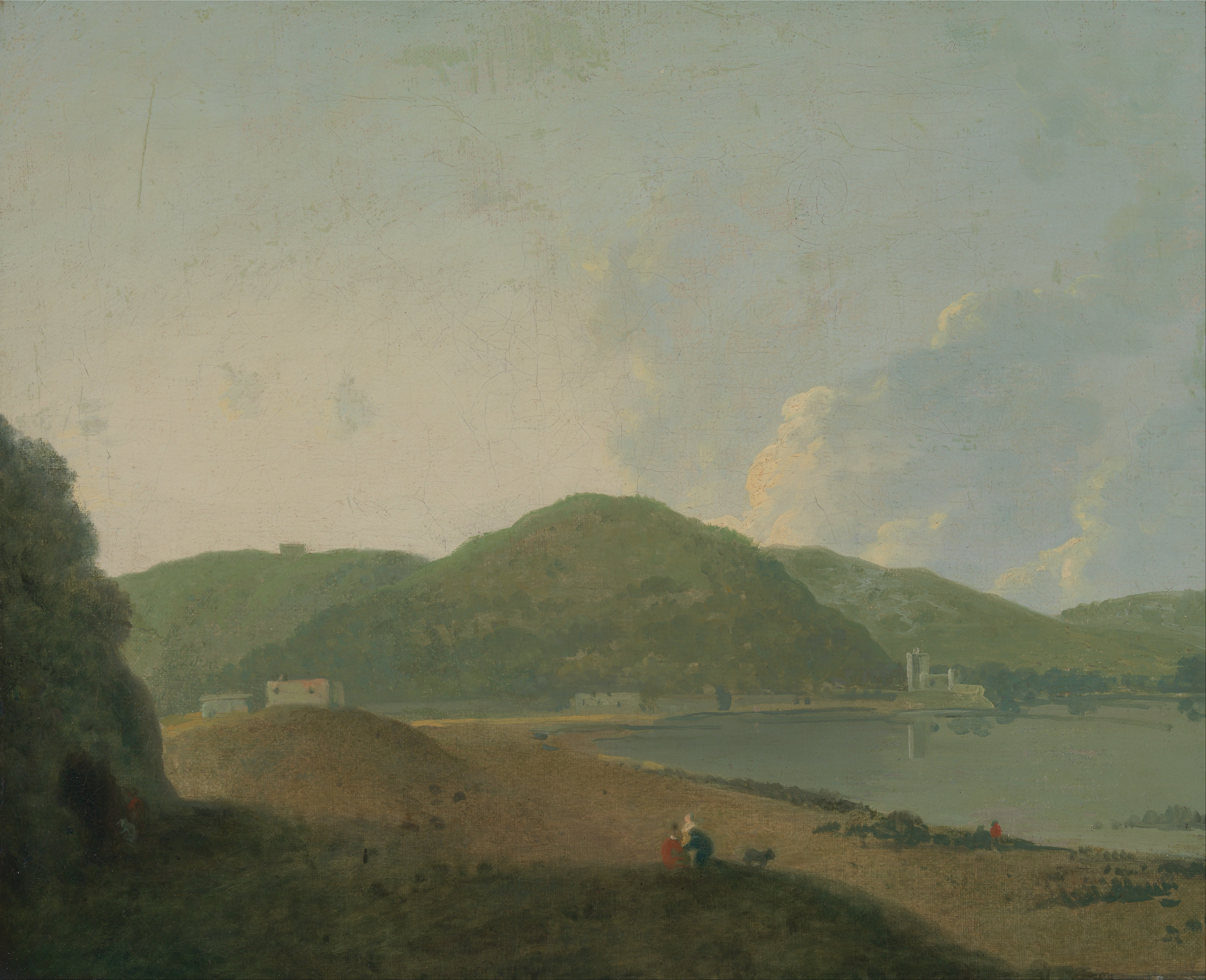
Lago d'Agnano con la grotta del Cane

La grotta del Cane si inserisce nel contesto dei Campi Flegrei e in particolare nella conca di Agnano, cratere di origine vulcanica dalla circonferenza di circa 6,5 chilometri. Secondo le più recenti esplorazioni, la grotta è raggiungibile attraverso un corridoio di una decina di metri, e alla fine del passaggio si trova una camera ipogea ampia circa trenta metri quadrati sul cui soffitto si ipotizza la presenza nel passato di un lucernario naturale. Lungo le pareti della cavità si nota un gradino calpestabile, e questa traccia unita alla temperatura interna che si aggira attorno ai 60 °C fa supporre che il luogo fosse utilizzato nell'antichità come bagno termale. Questa ipotesi ha come premessa che le fumarole – i vapori nauseabondi e nocivi di acido carbonico – non si fossero ancora liberate o fossero in qualche modo circoscritte.
La cavità è infatti l'esempio più famoso di emissione naturale di vapori di anidride carbonica che si forma sottoterra come reazione alla confluenza di rocce allo stato liquido, diffusione che comunemente avviene durante le eruzioni vulcaniche. Il nome della grotta deriva da una caratteristica dell'anidride carbonica, essa infatti essendo più pesante dell'aria, ristagna e le sue emissioni non superano il metro di altezza. Quindi se un animale di piccola taglia, come può essere un cane, venisse introdotto nella cavità, a differenza di un uomo avvertirebbe gli effetti nocivi della respirazione della sostanza chimica e rischierebbe il soffocamento a meno che non venga portato ad un'altezza di salvaguardia che gli permetta di inspirare aria fresca.

## La storia

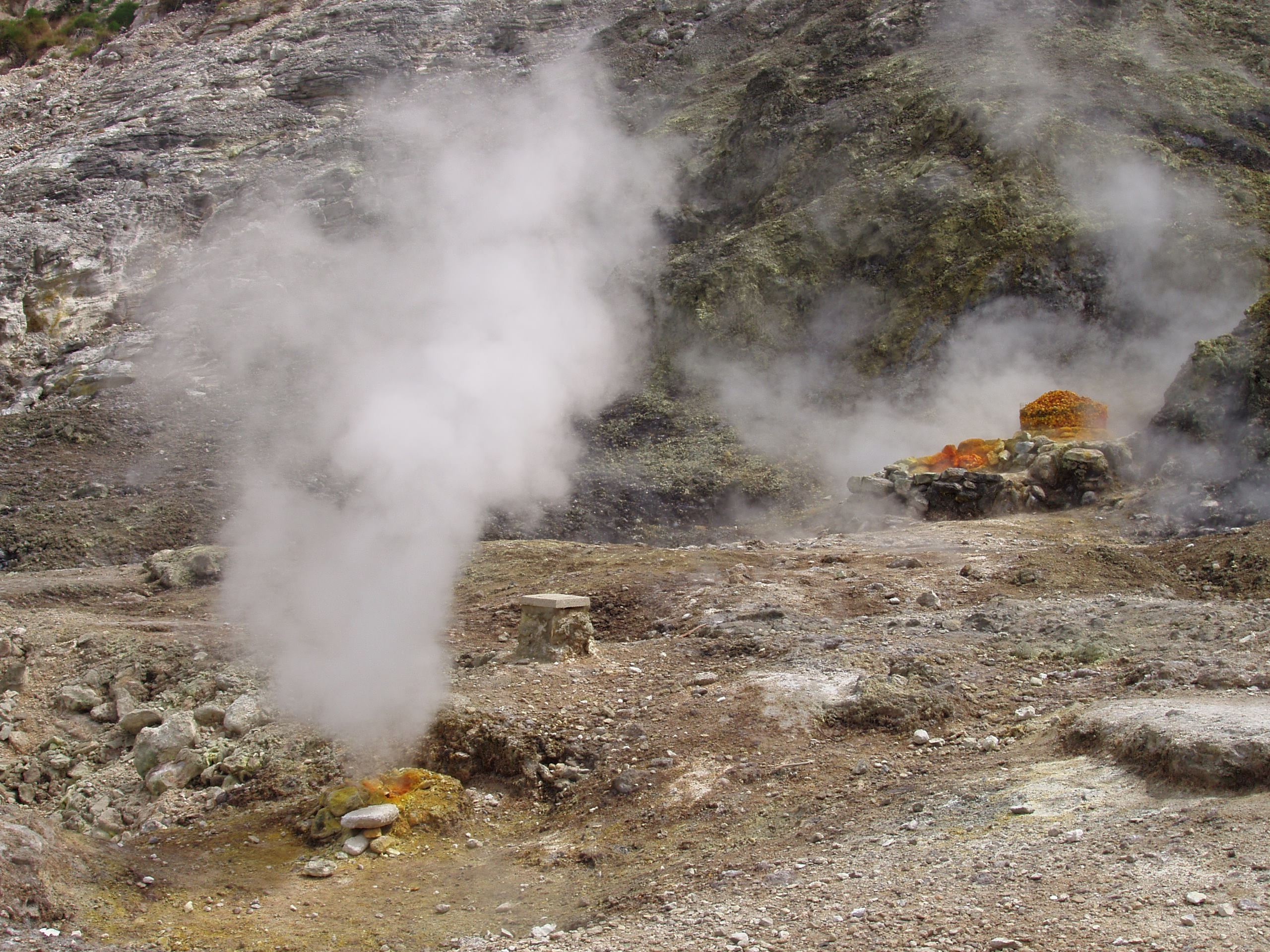
Fumarole ai Campi Flegrei

Nota sin dall'antichità da Plinio il Vecchio che per i vapori mefitici definì la grotta Mortiferum Spiritum exalans, lungo i secoli il luogo destò curiosità culturale e scientifica. Nel Settecento, Simone Stratico, professore universitario di Matematica e Fisica Sperimentale all'Ateneo di Padova, scoprì tra l'altro che nella cavità la bussola registrava un impazzimento dell'ago magnetico, fenomeno che lo studioso attribuì alla probabile presenza di una miniera di ferro nei dintorni della grotta. Nel secolo successivo, il fisico Pasquale Panvini volle verificare personalmente gli effetti su un animale, abbassandosi con la testa quasi al suolo e respirando per qualche secondo. Notò dapprima dei pruriti, poi dei formicolii, e infine un senso di spossatezza e di affanno che lo indussero a desistere dall'esperimento.
Al di là degli aspetti scientifici, la grotta fu meta di molti artisti nel loro tour del continente europeo. Nel suo Viaggio in Italia, Wolfgang Goethe menzionò il luogo, e altrettanto fece Alexandre Dumas padre. Quest'ultimo narrò nel Corricolo della fuga di uno dei due cani che erano stati approntati per mostrare ai visitatori le conseguenze delle emissioni. Viene inoltre nominato da Montesquieu nel Viaggio in Italia, da Charles de Brosses nel Viaggio in Italia, da Hester L. Piozzi in Observations and Reflections, da Johann Gottfried Seume in L’Italia a piedi, da Jean-Baptiste-André Dumas in Trattato di chimica applicata alle arti.